# Кошкин, Михаил Ксенофонтович
Михаил Ксенофонтович Кошкин (1893—1960) — советский военный деятель и военный преподаватель.

## Биография
Родился 24 сентября 1893 года в деревне Затюлех ныне Верхнеландеховского района Ивановской области.
В 1907 году окончил начальное училище. Затем призван в Русскую императорскую армию, был участником Первой мировой войны. Окончил 2-ю Московскую школу прапорщиков в 1916 году, последний чин в РИА — поручик 9-го Симбирского пехотного полка.
После Октябрьской революции служил в РККА (с 1 сентября 1918 года). Член ВКП(б) с 1920 года. Участник Гражданской войны: с 1.9.1918 года — командир взвода, с 1.1. 1919 года — командир батальона 356-го стрелкового полка;  с февраля 1919 года — помощник командира, с апреля этого же года — командир 154-го стрелкового полка; затем — командир 159-го стрелкового полка. В 1920 году был ранен, в сентябре 1922 года был уволен в запас.
В 1932 году окончил Академию внешней торговли в Москве, работал в госбанке заведующим группой. В сентябре 1939 года снова был призван в РККА. С 7.9.1939 года — адъютант в штабе 10-й армии, 25.10.1940 года был уволен в запас. С началом Великой Отечественной войны вновь находился в армии:
- в 1941 году —  начальник отдела эвакуации управления тыла Южного фронта;
- с 25.9.1941 года — помощник начальника 1-го отделения полевого управления штаба Московского военного округа;
- с 11.4.1942 года — командир 33-го отдельного железнодорожного батальона Южного фронта;
- с 5.9.1943 года — помощник начальника 4-го отдела дорожно-эксплуатационного управления;
- с 15.2.1944 года — начальник 4-го отдела дорожно-эксплуатационного управления;
- с 21.12.1944 года — находился в резерве Главного дорожного управления Красной армии.

С ноября 1946 года Михаил Кошкин в соответствии с приказом Главкома Сухопутных войск и решением Министерства высшего образования СССР был назначен начальником военной кафедры Московского финансового института (ныне Финансовый университет при Правительстве Российской Федерации). С марта 1947 года находился  в распоряжении командующего Московского военного округа, с октября этого же года  — в распоряжении управления кадров начальника тыла Вооружённых Сил СССР.
С января 1948 года Михаил Ксенофонтович вновь находился на преподавательской деятельности: сначала преподаватель общевойсковой подготовки военной кафедры Московского текстильного института, затем с июля 1948 года — преподаватель общевойсковой подготовки военной кафедры Московского электротехнического института связи.
30 сентября 1949 года был  уволен в отставку по статье 43 (из-за болезни). Умер в 1960 году.

## Военные звания
- капитан (1938 год, НКО № 2284),
- майор (1939 год, НКО № 95/3),
- подполковник,
- полковник (22.2.1943, НКО № 01302).

## Награды
- Был награждён двумя орденами Красного Знамени (24.03.1920, 11.08.1922)[3][4] и орденом Красной Звезды (1942), а также медалями, в числе которых «За оборону Кавказа».